# Гретна (Флорида)
Гретна (енгл. Gretna) град је у америчкој савезној држави Флорида. По попису становништва из 2010. у њему је живело 1.460 становника.

## Демографија
Према попису становништва из 2010. у граду је живело 1.460 становника, што је 249 (14,6%) становника мање него 2000. године.
| Група             | 2000.         | 2010.         |
| Белци             | 34 (2,0%)     | 40 (2,7%)     |
| Афроамериканци    | 1.511 (88,4%) | 1.224 (83,8%) |
| Азијати           | 2 (0,1%)      | 0 (0,0%)      |
| Хиспаноамериканци | 165 (9,7%)    | 194 (13,3%)   |
| Укупно            | 1.709         | 1.460         |